# Saint-Médard-de-Presque
Saint-Médard-de-Presque – miejscowość i gmina we Francji, w regionie Oksytania, w departamencie Lot. Nazwa miejscowości pochodzi od imienia św. Medarda.
Według danych na rok 1990 gminę zamieszkiwały 174 osoby, a gęstość zaludnienia wynosiła 33 osób/km² (wśród 3020 gmin regionu Midi-Pireneje Saint-Médard-de-Presque plasuje się na 889. miejscu pod względem liczby ludności, natomiast pod względem powierzchni na miejscu 1465.).